# هاوارد کینگ (بوکسور)
هوارد کینگ (به انگلیسی: Howard King) (متولد تگزاس، ایالات متحده) بوکسور سنگین‌وزن آمریکایی بود و در دهه‌های ۵۰ و ۶۰ مدعی وزن سنگین شد. وی که به عنوان پادشاه هوارد «هانی بوی» شناخته می‌شود، او را بیشتر برای پیروزی چشمگیرش در برابر جرج چووالو (که بعداً از او انتقام گرفت) و یک تساوی در برابر آرچی مور می شناسند. همچنین از طرف بوکس رک او بعنوان نفر اول عنوان Pound-for-Pound تمام دوران انتخاب شده‌است (پوند فور پوند عنوانی است که بیشتر در بوکس، کشتی و ورزشهای رزمی به کار برده می‌شود و به بوکسوری گفته می‌شود که در رده وزنی بالاتر از رده وزنی خود به رقابت بپردازد).
او کار خود را در ابتدا در نوادا و کالیفرنیا و در سال‌های بعد، در سراسر جهان از جمله در مکزیک، انگلیس، ایتالیا و آلمان مبارزه کرد. وی در سال ۱۹۶۴ با رکورد ۳۹ برد(۱۴ ناک اوت)، ۲۹ باخت(۱۴ ناک اوت) و ۸ تساوی بازنشسته شد.